# Hugo Münsterberg
Hugo Münsterberg, nemško-ameriški psiholog, * 1. junij 1863, Gdansk, † 19. december 1916, Cambridge, Massachusetts, Združene države Amerike.
Je eden od pionirjev v aplikativni psihologiji. Njegove teorije in raziskave segajo na področja industrijske in organizacijske psihologije, klinične psihologije, prava, medicine, izobraževanja in delovnega okolja.

## Življenje in delo
Hugo Münsterberg se je rodil v judovski družini v mestu Danzig (danes imenovanem Gdansk, Poljska) južnem Pruskem pristaniškem mestu. Njegov oče Moritz Münsterberg je bil trgovec z lesom, ki je prišel v Breslau sredi 19. stoletja.  Mama, Minna Anna Bernhardi (poročena Minna Anna Münsterberg) je bila prepoznavna umetnica in glasbenica. Hugo je imel dva polbrata – Otta in Emila in brata Oscarja. Bratje so po smrti Moritza in Anne ostali v stikih in vsi so postali uspešni v izbranih karierah.
Hugo Münsterberg je kot otrok najprej obiskoval vrtec in nato zasebno šolo. Pri devetih letih se je vpisal na Gimnazijo v Danzigu. Leta 1882 je opravil zaključni izpit na gimnaziji in ker je imel veliko željo po potovanju, se je naslednji semester vpisal na Univerzo v Ženevi, kjer je izboljšal svoje znanje na področju francoskega jezika in literature. V septembru leta 1882 se je priključil študiju na področju socialne psihologije, a si kmalu premislil in se posvetil področju medicine. Leta 1883 je imel čast obiskovali predavanja, ki jih je vodil Wilhelm Wundt. Ta predavanja so ga tako navdušila, da se je vključil v delo v, takrat prvem, psihološkemu laboratoriju  v Leipzigu.
Leta 1885 je z doktorsko dizertacijo z doktrino na področju naravne adaptacije, prejel naziv doktorja (Ph.D) na področju psihologije. Svoje študije na področju medicine je nadaljeval v Heidelbergu in poleti leta 1887 je postal doktor medicine ter uspešno opravil izpit, ki mu je omogočil predavati na področju filozofije, kot docent na univerzi v Freiburgu. Univerza pa ni imela psihološkega laboratorija in zato je Münsterberg opremil svojo hišo z določenimi aparaturami in tako privabil mnogo študentov iz Nemčije in drugih tujih držav.

Leta 1891, je napredoval v naziv asistenta in obiskal prvi Psihološki Internacionalni kongres v Parizu, kjer je spoznal Williama Jamesa, s katerim sta si tekom naslednjih nekaj let dopisovala. Hugo Münsterberg je na Jamesa naredil velik vtis in ta ga je leta 1892 povabil na Harvard, kjer naj bi za tri leta prevzel vodenje psihološkega laboratorija v Dane Hall na Harvardu.. Münsterberg je bil zelo uspešen kot učitelj in administrator in posledično so mu ponudili stalno zaposlitev, ki jo je odklonil, ker ni želel ostati v Ameriki, in se vrnil v Freiburg. Vendar se je, kot odziv na  prošnje s strani Jamesa in predsednika Harvardske univerze, leta 1897, vrnil na Harvard, kjer je delal do konca svoje kariere. 
Leta 1898 je bil izvoljen za predsednika Ameriškega psihološkega združenja (APA). Leta 1900 je bil Münsterberg podpredsednik internacionalnega psihološkega kongresa v Parizu. Leta 1904 je bil organizator in podpredsednik Internacionalnega kongresa umetnosti in znanosti na Saint Louis World's Fair in nato podpredsednik Internacionalnega filozofskega kongresa v Heidelbergu leta 1907. Leta 1908 je postal tudi predsednik Ameriškega Filozofskega združenja, Akademije v Washingtonu in Ameriške akademije umetnosti in znanosti.
Leta 1910  je bil napoten na univerzo v Berlinu, kjer je predaval kot gostujoči profesor. Ta izmenjava, ga je navdušila z idejo o harmoniji narodov, ki jo lahko, po njegovem mnenju, dosežemo s spodbujanjem kulturnih vezi in posledično je veliko časa je posvetil ustanovitvi Ameriškega inštituta. Kljub delovanju v Ameriki, pa se Münsterberg nikoli ni mogel ločiti od svoje domovine Nemčije. Njegovi pogledi na probleme prihajajoče prve svetovne vojne, so bili v Ameriki sprejeti kot kontroverzni, saj je bil goreč zagovornih nemške politike. 
Kot odraz njegovih ideoloških prepričanj in želje po izpostavitvi in ozaveščanju napačnih stereotipov o Nemcih in Američanih je napisal več knjig in člankov, med njimi tudi knjigo z naslovom The Americans (1904) in American Problems (1910).  
Ob začetku prve svetovne so tako mnogi sumili, da je Münsterberg nemški vohun in mnogo kolegov na Harvardski univerzi se je oddaljilo od njega. Kljub vsemu pa je ostal na Harvardu, kjer je vse do svoje nenadne smrti leta 1916 predaval kot profesor eksperimentalne psihologije in deloval kot direktor psihološkega laboratorija.

##### Knjige in publikacije
- 1888 – Die Willenshandlung
- 1889 – Beitrage Zur Experimentellen Psychologie
- 1899 – Psychology and Life
- 1900 – Grundzüge der Psychologie
- 1901 – American Traits From The Point OF View Of A German
- 1904 – Die Amerikaner
- 1905 – The Principles of Art Education
- 1905 – The Eternal Life
- 1906 – Science and Idealism
- 1908 – On the witness Stand
- 1908 – Philosophie der Werte: Grundzüge einer Weltanschauung
- 1908 – Aus Deutsch Amerika
- 1909 – The Eternal Values
- 1909 – Psychology and the Teacher
- 1909 – Psychotherapy
- 1910 – American Problems
- 1912 – Psychologie und Wirtschaftsleben
- 1912 – Vocation and Learning
- 1913 – Psycology and Industrial Efficeiency
- 1913 – American Patriotism
- 1914 – Psychology and Social Sanity
- 1914 – Grundzüge der Psychotechnic
- 1914 – Psychology, General and Applied (textbook)
- 1914 – The War and America
- 1915 – Business Psychology
- 1916 – Tomorrow
- 1916 – The Photoplay, A psychological study.

## Teorije in prispevki k razvoju psihologije

### Usmeritev in vpliv
Münsterberg je v psihologiji uporabljal dva principa. Verjel je da vzročni zakon (vsak dogodek ima svojo posledico) drži tudi za mentalne fenomene do te mere, da so ti korelirani s fiziološkimi procesi. V tem pogledu je bil determinist. V pogledu, ko je mentalne procese obravnaval z vidika vrednot pa je verjel v svobodnost človeka.
Glavni Münsterbergov prispevek k teoretični psihologiji je bila njegova »aktivacijska teorija« kjer je definiral pozornost v okviru odprtosti živčnih poti v povezavi z mišičnim delovanjem in prilagoditvijo na dražljaje – v tem pogledu pa je bil predhodnik na področju razvoja behavioristične teorije.

#### Aplikativna psihologija
Tekom svojega življenja je Münsterberg v praksi preizkusil veliko psiholoških principov, saj je čutil, da je dolžnost psihologov, da razkrijejo informacije, ki bi jih lahko uporabili v praksi. Bil je prvi, ki je apliciral psihološke principe na področju prava in tako ustvaril forenzično psihologijo. Prav tako je psihološke principe uporabljal na področju klinične psihologije, kjer je skušal z uporabo različnih metod in tehnik pomagati obolelim.

#### Industrijska psihologija
Münsterbergova dela Vocation and Learning (1912) in Psychology and Industrial Efficiency (1913) predstavljata začetek kasnejšega razvoja psihologije na področju industrijske psihologije. Navdih za njegovo ustvarjanje na tem področju je predstavljal Frederick Winslow Taylor. V njegovih delih zasledimo teme, ki na nek način predstavljajo osnovo na področju psihologije dela še danes. Münsterberg je v svojih delih opisoval kakšni ljudje – glede na osebnost in sposobnosti – so primerni za določeno delovno mesto. Prav tako je predlagal, da bi lahko psihologijo uporabljali na področju marketinga, oglaševanja, izboljšanja delovne učinkovitosti in motivacije delavcev. S svojim delom je želel začrtati okvire nove znanosti, ki je povezana s področjem moderne laboratorijske psihologije in z aktualnimi problemi ekonomije.
V okviru oblikovanja nove znanosti (industrijske psihologije) je tako izpostavil tri, po njegovem mnenju, ključna vprašanja, ki si jih moramo postaviti:
- Kako najti ljudi, ki imajo ustrezne mentalne kvalitete za optimalno opravljanje dela na določenem delovnem mestu? (Kako najti najboljše ljudi za opravljanje določenega dela?)
- V kakšne pogoje potrebujejo posamezniki, da dobimo najboljše in najbolj zadovoljive rezultate? (Kako ustvariti najboljše delovne rezultate?)
- Kateri so tisti pristopi, vplivi, ki jih moramo uporabiti pri ljudeh, da bi ustvarili delovno silo, ki ima kvalitete, ki so najbolj zaželene na področju poslovanja. (Kako stabilizirati najboljše možne efekte?)

Velik prispevek na področju industrijske psihologije predstavlja Münsterbergovo razmišljanje o tem, kako izbrati ljudi z ustreznimi osebnostnimi značilnostmi, ki so najbolj ustrezne za določeno delovno mesto in kako izločiti, zavrniti tiste, ki niso ustrezni. Ustrezno izbrana oseba s primernimi sposobnostmi za izbrano delovno mesto, naj bi maksimizirala njihovo produktivnost. Izpostavil je več razlogov, zakaj naj bi bila selekcija ustreznega kadra težavna. Določene lastnosti namreč, po njegovem mnenje, ne morejo same po sebi določati ustreznosti osebe za določeno delovno mesto. Pri izbiri ustreznega delavca je torej potrebno upoštevati tako izobrazbo, usposabljanje, tehnične sposobnosti, priporočila prejšnjih delodajalcev, osebne vtise o posameznikovih mentalnih dispozicijah, ki lahko pridejo do izraza šele v določenih delovnih pogojih in razmerah, prav tako je potrebno upoštevati posameznikove izražene osebnostne lastnosti, značilnosti posameznikovega temperamenta in značaja, inteligentnost in praktično znanje. Vendar, če želimo preveriti vse to, hitro naletimo na težave, saj kot navaja Münsterberg, mlajši posamezniki pogosto ne vedo veliko o sebi in o lastnih sposobnostih, pogosto svoja močna in šibka področja odkrijejo kasneje v življenju, saj osnovanost izobraževalnega sistema namreč mlajšim daje malo možnosti, da najdejo svoje bistvo. Posameznikova zanimanja v okviru izobraževanja so pod velikim vplivom načina poučevanja, sugestij iz okolice in tradicij ter domače kulture, vendar vse te indikacije ne morejo ustrezno določiti resnične psihološke, osebnostne ustreznosti posameznika za določen poklic.
Poklicno svetovanje
Münsterberg je tekom svojih raziskav ugotovil, da je tavanje posameznikov iz enega delovnega mesta na drugo pogostejše v Ameriki, kot v Evropi. Prav tako ugotavlja, da ima ameriški način svoje prednosti, saj neuspeh posameznika v določenem poklicu ne pomeni takšne škode za posameznika, kot npr. v Evropi. Vendar pa ameriški način prehajanja posameznikov iz enega delovnega mesta na drugo predstavlja veliko večjo verjetnost, da se bodo posamezniki nespametno in brez priprave zaposlovali v kateremkoli poklicnem področju. Glede na svoje ugotovitve, je Münsterberg težil k temu, da bi našel znanstveno psihološki način poklicnega usmerjanja posameznikov. V okviru tega opisuje dva sistema, ki bi jih bilo potrebno vzpostaviti v Ameriki - prvi – bi pomagal voditi mlade diplomante pri izbiri njihove poklicne poti in drugi, novejši – bi bil sistem zaznamovan z gibanjem proti znanstvenemu poslovanju v trženju in industriji.
Drugi, novejši sistem je Münsterberg najprej apliciral v Bostonu in kasneje se je ta sistem preoblikoval v karierno usmerjanje za otroke. Sistem oz. projekt se je izvajal tako, da je eden izmed članov skupnosti sklical vse fante iz soseske, ki so zaključevali osnovnošolsko šolanje in se z njimi pogovoril o njihovih načrtih za prihodnost. Ker večina fantov ni imela jasno izoblikovanih planov za svojo prihodnost, je vodja sestanka imel možnost in znanje, da je vsakemu od teh fantov lahko na individualnem pogovoru svetoval in njim pomagal z nasveti o različnih poklicih. Na podlagi tega projekta se je leta 1908 v Bostonu odprla pisarna kjer so otrokom ob zaključku šolanja svetovali najbolj optimalne možnosti zaposlitve glede na njihove sposobnosti. Delovanje pisarne je prineslo zelo pozitivne rezultate.
Münsterberg je na podlagi tega definiral tri glavne razloge, zakaj je delovanje novega sistema prineslo pozitivne rezultate v praksi.
1. Zaposleni v pisarni so analizirali veliko objektivnih relacij med različnimi poklici in med otrokovim ekonomskimi, higienskimi, tehničnimi in socialnimi elementi, s tem namenom, da bi lahko vsakemu od otrok predstavili zahteve poklica in možnosti, ki jih ima otrok znotraj nekega poklicnega področja.
2. S tem sistemom, so šole na nek način prisilili, da so postale aktivno vključene v raziskovanje vprašanj o poklicni izbiri in so s svojimi opazovanji posameznikovih sposobnostih in interesov, pripomogle k ustreznejši usmeritvi otroka.
3. Najbolj pomembno pa je, da so vse te metode kombinirali in integrirali na takšen način, da so pri posamezniku z večjo natančnostjo lahko ocenili in opazili osebnostne poteze in dispozicije, kot pa lahko to stori svetovalec v okviru pogovora.

Münsterberg je ugotovil, da te zgodnje intervencije na področju poklicnega svetovanja odražajo težnje k aplikativni psihologiji in kažejo na dejstvo, da lahko cilj dosežemo le preko natančnega, znanstvenega raziskovanja.
Proces izbire ustreznega posameznika za določeno delovno mesto, po Münsterbergu , torej pomeni proces, ki temelji na znanstvenih ugotovitvah na podlagi katerih je skušal oblikovati teste, ki bi izločili subjektivnost in tako skušal pridobiti meritve posameznikove osebnosti, inteligentnosti in drugih inherentnih osebnostnih potez, da bi našli najustreznejšo službo za vsakega posameznika. V okviru tega je znan po svojem delu razvoja selekcijski postopka za voznika tramvaja.
V okviru svojega raziskovanja se je Münsterberg, kot že omenjeno, posveti tudi raziskovanju psiholoških pogojev s katerimi lahko zaposlovalec zagotovi najvišje delovne rezultate s strani zaposlenih, preko sprememb delovnega okolja (izogibanje ponavljajočim situacijam, študije pozornosti, delovnih mest, socialnih odnosov), ki lahko vpliva na delo zaposlenih. Prav tako je raziskoval tudi, kako lahko podjetje samo zagovoti najboljše možne rezultate v prodaji – raziskovanje družbenih zahtev, raziskovanje učinkovitosti raziskovanja, nakupovanja in prodaje, učinkovitost oglaševanja.